# Orsej jarní
Orsej jarní (Ficaria verna) je jedovatá bylina z čeledi pryskyřníkovitých.

## Popis
Orsej jarní je vytrvalá jedovatá bylina nejčastěji 3–15 cm vysoká s kyjovitě ztlustlými kořenovými hlízami. Lodyha je vystoupavá, zpravidla kořenující, v paždí listů se vyvíjí pacibulky nebo pacibulky chybí (záleží na poddruhu, v ČR se zpravidla vyvíjejí). Z jedné lodyhy vyrůstá většinou jen jedna květní stopka. Listy jsou jednoduché, dlouze řapíkaté, nejvyšší s kratšími řapíky. Čepele jsou srdčitě vejčité až okrouhle ledvinité, lysé, na okraji nepravidelně vroubkované. Kališní lístky jsou asi 5–6 mm dlouhé, zelené, na okrajích blanité, lysé. Tyčinek je mnoho. Korunní lístky jsou úzce vejčité, žluté, nejčastěji 12–16 mm dlouhé. Kvete brzy na jaře, v březnu až v květnu. Plodem je nažka, nažky jsou uspořádány do souplodí. Často ale bývají zakrnělé a rostlina se rozmnožuje vegetativně. Počet chromozómů je 2n=32. Mimo ČR ovšem i 2n=24 a 2n=16.

## Rozšíření

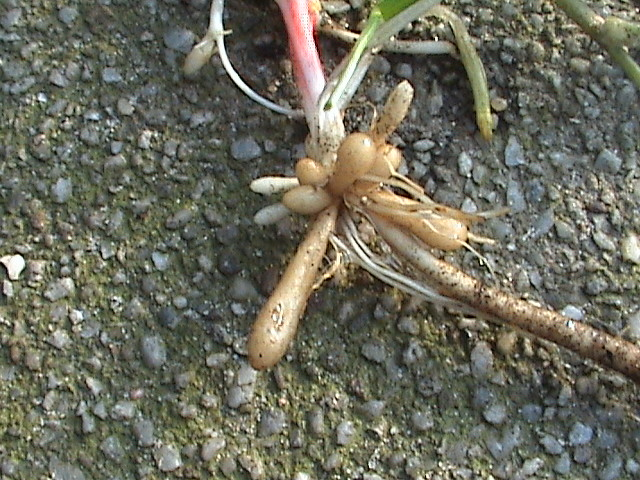
Podzemní hlízy

Orsej jarní je přirozeně rozšířen skoro po celé Evropě, chybí jen na úplném severu a na Islandu, dále roste v Malé Asii a na Kavkaze. Člověkem byl zavlečen do Severní Ameriky, kde se může místy chovat i jako invazní druh. V České republice to je běžná rostlina rozšířená od nížin do podhůří, v horách je už vzácný. Najdeme ji nejčastěji ve vlhčích typech listnatých lesů, ale i na loukách a v křovinách.

## Taxonomie
Orsej jarní je varibilní druh, je rozlišováno více poddruhů. V České republice roste pouze Ficaria verna subsp. verna. Nastal zde ovšem trochu zmatek v tom, že rostliny rostoucí v ČR byly dříve tradičně řazeny k poddruhu Ficaria verna subsp. bulbifera. Díky zkoumání Linného typového materiálu ovšem většina současných autorů usoudila, že typus je tetraploidní rostlina dříve řazená pod poddruh subsp. bulbifera. Ovšem toto zjištění má za následek to, autonymum připadne tetraploidním rostlinám s pacibulkami (dříve subsp. bulbifera) a rostliny dříve udávané pod subsp. verna se musí uvádět pod jiným jménem. V Evropě jsou udávány níže uvedené poddruhy, s tím, že Ficaria calthifolia je brán v tomto článku jako samostatný druh.
- Ficaria verna Huds. subsp. chrysocephala (P.D.Sell) Stace (Syn.: Ranunculus ficaria L. subsp. chrysocephalus P.D.Sell). Roste ve východním Středomoří, jako neofyt pak v Anglii. Počet chromozómů je 2n = 32.
- Ficaria verna subsp. fertilis (Lawralrée ex Laegaard) Stace (Syn.: Ranunculus ficaria L. subsp. fertilis Lawralrée ex Laegaard, Ficaria verna subsp. verna auct., Ranunculus ficaria subsp. ficaria auct.). Roste v západní a jihozápadní Evropě. Počet chromozómů je 2n = 16.
- Ficaria verna subsp. ficariiformis (F. W. Schultz) B. Walln. (Syn.: Ranunculus ficaria subsp. ficariiformis Rouy & Fouc.). Roste v západním až centrálním Středomoří, možná i v západní Evropě. Počet chromozómů je 2n = 32.
- Ficaria verna Huds. subsp. verna (Syn.: Ranunculus ficaria subsp. ficaria, Ficaria verna subsp. bulbifera Á. Löve & D. Löve, Ranunculus ficaria subsp. bulbilifer Lambinon). Roste ve střední Evropě a okolí včetně ČR a snad i v Malé Asii. Počet chromozómů je 2n=32, řidčeji snad i 2n=24.

## Použití
Zejména starší rozkvetlé rostliny mají místně dráždivý účinek, chutnají hořce a palčivě. Intoxikace se podobá otravě pryskyřníkem prudkým. Pasoucí dobytek se orseji vyhýbá. V době senoseče již bývají orsejové rostliny úplně zaschlé, a proto v píci neškodné.
Kořeny i nať se dříve užívaly v medicíně, a to pod názvy Radix ficariae, Radix et Herba ficariae. Protože se rostlina kdysi nazývala „chelidonium minus, menší" (na rozdíl od chelidonia většího neboli vlaštovičníku), označovaly se kořeny a nať orseje jarního v lékárnách někdy tradičně i jako Radix et Herba chelidonii minoris. Orsej byl používán zejména při léčbě hemoroidů, ale i dalších nemocí.
Již Pietro Mattioli zaznamenal, že „pojídání této byliny v salátu jest také proti nemoci zvané Scorbutus", tedy proti kurdějím. Později se skutečně zjistilo, že obsahuje vitamín C. Mladé listy lze přidávat do polévek nebo z nich dělat salát, ovšem jen do doby, než rostlina začne kvést – mladé rostliny nemají nať ještě jedovatou.

Koncem května zaniká nadzemní část rostliny, jen malé hlízky zůstávají v zemi do příštího jara; po silných deštích se někdy objeví na povrchu země. Protože se pro špinavě žlutou barvu a tvar poněkud podobají obilnému zrnu, domnívali se venkované, že je to obilí spadlé z nebe. Lid tyto hlízky, které jsou bohaté na škrob, sbíral, vyráběl z nich mouku a používal ji na pečení chleba. Tato „mouka nebeská", jak se jí říkalo, byla náhradou pravé mouky v dobách hladu a drahoty.